# Buellia retrovertens
Buellia retrovertens är en lavart som beskrevs av Tuck. 1888. Buellia retrovertens ingår i släktet Buellia och familjen Caliciaceae.   Inga underarter finns listade i Catalogue of Life.